# Benedetto Luti
Benedetto Luti (Firenze, 17 novembre 1666 – Roma, 17 giugno 1724) è stato un pittore italiano.

## Biografia

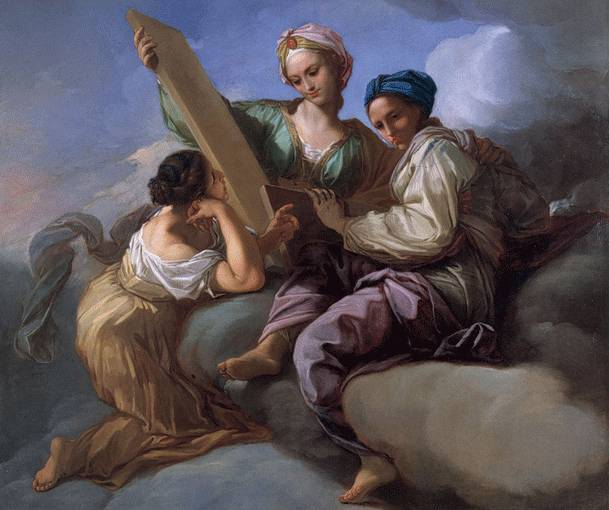
Allegoria della Sapienza, collezione privata

Nato a Firenze il 17 novembre del 1666, Benedetto Luti si formò artisticamente nella città natale presso lo studio del Gabbiani spinto dal padre Jacopo. Dopo il primo periodo di apprendistato fiorentino, Luti si trasferì a Roma nel 1691, grazie all'aiuto di Cosimo III de' Medici, che ne apprezzava le qualità di ritrattista a pastello. A Roma Luti, dove poté giovarsi dei consigli di Ciro Ferri, divenne, insieme a Giuseppe Bartolomeo Chiari, uno dei più prestigiosi artisti della corrente classicista del XVIII secolo, derivata dagli insegnamenti di Carlo Maratta e Francesco Trevisani, ma fu anche collezionista e mercante d'arte.
Autore spesso di pastelli o di opere di piccolo formato, Luti si cimentò solo in pochi casi in imprese di ampio respiro: basti citare la decorazione, con l'apoteosi di Martino V, della sala del Trono di Palazzo Colonna, la tela con San Carlo Borromeo e gli appestati della galleria di Schlessheim e la Vestizione di San Ranieri per il Duomo di Pisa (1712). Una delle sue opere migliori è la tela ovale che ritrae il profeta Isaia (1718) nella navata della Basilica di San Giovanni in Laterano, appartenente al ciclo di lavori promossi da papa Clemente XI. Nella chiesa del Crocifisso di Pontedera è presente una sua tela con La madonna del rosario.
Fu insegnante di disegno e nudo nell'Accademia di Francia di Palazzo Mancini. Tra gli allievi della sua celebrata scuola di disegno vanno ricordati alcuni artisti di primo piano come Giovanni Paolo Pannini, Jean-Baptiste van Loo, Giovanni Antonio Grecolini e Charles-André van Loo. Fu anche membro dell'Accademia di San Luca che diresse nel 1720.
Benedetto Luti, divenuto con il tempo molto apprezzato anche all'estero, dipinse « molti anni per la Francia, per l'Inghilterra, e per la Germania » come afferma lo storico perugino Lione Pascoli nel suo Vite de' pittori, scultori, ed architetti moderni.

## Opere
- Amore e Psiche, olio su tela, (1694-1695 circa), Roma, Accademia Nazionale di San Luca.
- Apollo e Dafne, olio su tela, 62,3x46,7 cm, (1707-1708 circa), Varsavia, Palazzo sull'acqua (Palazzo łazienki).
- Cena in Emmaus, oio su rame, Roma,  Accademia Nazionale di San Luca.
- Testa di donna bionda e Testa di donna velata, olio su tela (1715-1720 circa); Rieti, Museo civico[5].